# Orophea polycarpa
Orophea polycarpa A.DC. – gatunek rośliny z rodziny flaszowcowatych (Annonaceae Juss.). Występuje naturalnie na Sri Lance, we wschodniej części Indii, w Mjanmie, Indonezji, Malezji, Tajlandii, Kambodży, Laosie, Wietnamie oraz w południowo-wschodniej części Chin (w prowincjach Hajnan i Junnan oraz regionie autonomicznym Kuangsi). 

## Morfologia
PokrójZimozielone drzewo dorastające do 10 m wysokości. Młode pędy są owłosione.
LiścieMają kształt od eliptycznego do podłużnie eliptycznego. Mierzą 4–10 cm długości oraz 1,5–4,5 cm szerokości. Nasada liścia jest zaokrąglona. Blaszka liściowa jest o wierzchołku od tępego do krótko spiczastego. Ogonek liściowy jest nagi i dorasta do 1,5–3 mm długości.
KwiatySą pojedyncze. Działki kielicha mają trójkątny kształt, są owłosione od wewnętrznej strony i dorastają do 2 mm długości. Płatki czerwonawą barwę, zewnętrzne mają odwrotnie kształt od eliptycznego do okrągłego, są owłosione od zewnątrz i osiągają do 4–5 mm długości, natomiast wewnętrzne są romboidalne, z orzęsionymi brzegami, mierzą 8–9 mm długości, z długim paznokciem u podstawy. Kwiaty mają 6 pręcików i 12 nagich owocolistków.
OwocePojedyncze mają kulisty kształt, zebrane w owoc zbiorowy. Osiągają 5–19 mm średnicy.

## Biologia i ekologia
Rośnie na otwartych przestrzeniach w lasach. Występuje na wysokości do 600 m n.p.m. Kwitnie od lipca do września, natomiast owoce dojrzewają od sierpnia do listopada.